# Fußball-Weltmeisterschaft der Frauen 2015/Brasilien
Dieser Artikel behandelt die brasilianische Fußballnationalmannschaft der Frauen bei der Fußball-Weltmeisterschaft der Frauen 2015 in Kanada. Brasilien nahm als einzige südamerikanische Mannschaft zum siebten Mal an der Endrunde teil und qualifizierte sich als Südamerikameister.

## Qualifikation
Für Brasilien ging der Weg nach Kanada über die Fußball-Südamerikameisterschaft der Frauen 2014 in Ecuador, an der alle CONMEBOL-Mitglieder ohne vorherige Qualifikation teilnahmen. Diese wurde über zwei Gruppenphasen gespielt. In der ersten trafen je fünf Mannschaften aufeinander, wovon sich die jeweils beiden Besten für die 2. Runde qualifizierten. Die besten zwei Mannschaften der zweiten Runde waren automatisch für die Weltmeisterschaft qualifiziert.

### Erste Runde
| Pl. | Land        | Sp. | S | U | N | Tore    | Diff. | Punkte |
| --- | ----------- | --- | - | - | - | ------- | ----- | ------ |
| 1.  | Brasilien   | 4   | 3 | 0 | 1 | 012:300 | +9    | 09     |
| 2.  | Argentinien | 4   | 3 | 0 | 1 | 009:100 | +8    | 09     |
| 3.  | Paraguay    | 4   | 2 | 0 | 2 | 014:900 | +5    | 06     |
| 4.  | Chile       | 4   | 2 | 0 | 2 | 006:500 | +1    | 06     |
| 5.  | Bolivien    | 4   | 0 | 0 | 4 | 002:250 | −23   | 0      |

| 12. September 2014 in Loja    |   |             |           |                                                                                        |
| Brasilien                     | – | Bolivien    | 6:0 (2:0) | Formiga (19., 73.), Andressa Alves (30.), Darlene (51.), Thaisa (84.), Fabiana (90+2.) |
| 14. September 2014 in Loja    |   |             |           |                                                                                        |
| Paraguay                      | – | Brasilien   | 1:4 (1:2) | Andressa Alves (35.), Cristiane (45+5., 56.), Fabiana (57.)                            |
| 18. September 2014 in Cuenca  |   |             |           |                                                                                        |
| Chile                         | – | Brasilien   | 0:2 (0:1) | Maurine (22.), Cristiane (49.)                                                         |
| 20. September 2014 in Azogues |   |             |           |                                                                                        |
| Brasilien                     | – | Argentinien | 0:2 (0:1) |                                                                                        |

### Zweite Runde
| Pl. | Land        | Sp. | S | U | N | Tore    | Diff. | Punkte |
| --- | ----------- | --- | - | - | - | ------- | ----- | ------ |
| 1.  | Brasilien   | 3   | 2 | 1 | 0 | 010:000 | +10   | 07     |
| 2.  | Kolumbien   | 3   | 1 | 2 | 0 | 002:100 | +1    | 05     |
| 3.  | Ecuador     | 3   | 1 | 0 | 2 | 004:800 | −4    | 03     |
| 4.  | Argentinien | 3   | 0 | 1 | 2 | 002:900 | −7    | 01     |

| 24. September 2014 in Quito |   |             |           | |
| Brasilien                   | – | Ecuador     | 4:0 (3:0) | Cristiane (14., 17.), Maurine (37.), Raquel Fernandes (87.)                                              |
| 26. September 2014 in Quito |   |             |           | |
| Brasilien                   | – | Argentinien | 6:0 (2:0) | Cristiane (32.), Andressa Alves (36.), Maurine (58.), Tayla (66.), Tamires (71.), Raquel Fernandes (84.) |
| 28. September 2014 in Quito |   |             |           | |
| Kolumbien                   | – | Brasilien   | 0:0       | |

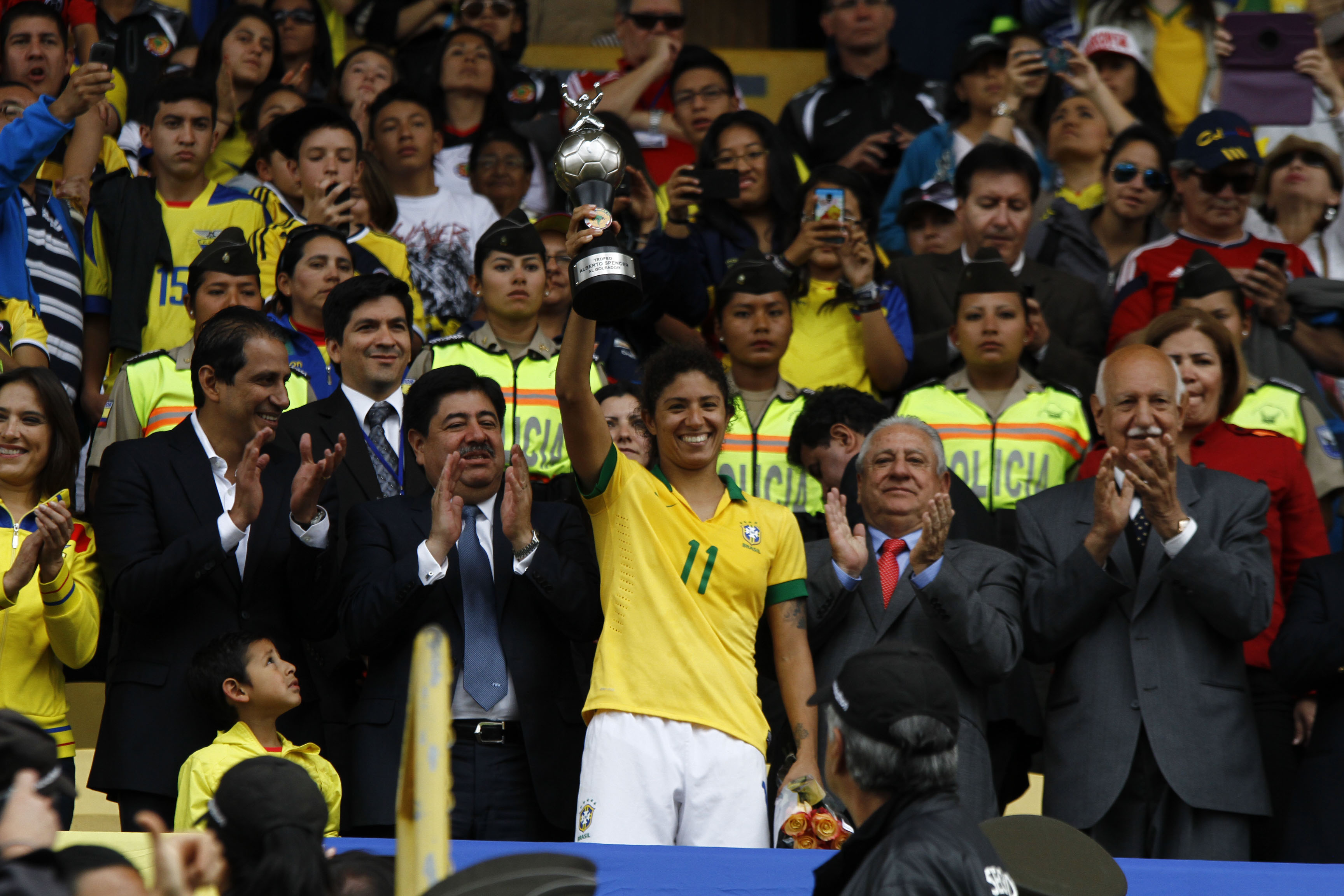
Cristiane mit der Trophäe für die beste Torschützin der Copa América 2014

Bereits nach dem zweiten Spiel der zweiten Runde stand die WM-Teilnahme fest. Zum Gewinn der Südamerikameisterschaft reichte dann ein Unentschieden gegen Kolumbien, das dadurch ebenfalls unabhängig vom Ausgang des anderen Spiels für die WM qualifiziert war.
Insgesamt wurden von Trainer Vadão 19 Spielerinnen eingesetzt, davon Torhüterin Andréia Suntaque sowie Andressa Alves, Maurine, Raquel Fernandes und Tamires in allen sieben Spielen. Im letzten Gruppenspiel der ersten Runde wurden einige Stammspielerinnen geschont. Nicht im Kader stand Marta, da während der Copa die schwedische Liga noch lief. Beste Torschützin und Torschützenkönigin der Meisterschaft war Cristiane mit sechs Toren, die zudem am 14. September 2014 ihr 100. Länderspiel machte. Vier Tore erzielte Andressa Alves.

## Vorbereitung

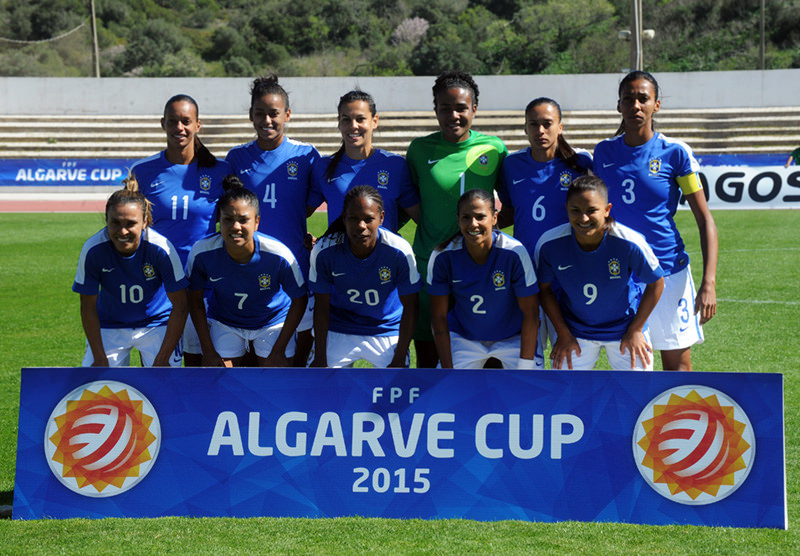
Die brasilianische Mannschaft beim Algarve-Cup 2015 vor dem Spiel gegen Schweden

Am 26. November 2014 bestritt die Mannschaft in Lyon ein Testspiel gegen WM-Teilnehmer Frankreich, das mit 0:2 verloren wurde – der ersten Niederlage nach fünf Remis gegen die Französinnen. Im Dezember war die Mannschaft Gastgeber eines Turniers in Brasília, bei dem auch Marta wieder im Kader stand. Dabei traf Brasilien auf Argentinien (4:0) sowie die WM-Teilnehmer USA (3:2 im Gruppenspiel und 0:0 im Finale) und China (4:1) und gewann das Turnier. Da es im brasilianischen Frauenfußball keine feste und wettbewerbsfähigen Struktur gibt, wurden bereits im Januar 2015 die in Brasilien spielenden Spielerinnen im nationalen Trainingszentrum in Itu Spa Sports zusammengezogen. Im März 2015 nahm die Mannschaft erstmals am traditionellen Algarve-Cup in Portugal teil und traf dabei in der einzigen Gruppen, in der nur WM-Teilnehmer spielten, erneut auf China (0:0 am 4. März), Europameister und Titelverteidiger Deutschland (1:3 am 9. März) sowie Schweden (2:0 am 6. März).  Am 11. März trafen die Brasilianerinnen im Spiel um Platz 7 erstmals auf die Schweiz und gewannen mit 4:1. Am 8. April wurde in Fürth, zwei Tage nach der Anreise aus Brasilien erneut gegen Deutschland verloren, diesmal mit 0:4.

## Die Mannschaft

### Aufgebot
Der Kader von 23 Spielerinnen (davon drei Torhüterinnen) musste dem FIFA-Generalsekretariat spätestens zehn Werktage vor dem Eröffnungsspiel mitgeteilt werden.
| Nr.                      | Spieler          | Geburtsdatum | Verein                             | Einsätze | Tore | WM-Spiele                         | WM 2015 | WM 2015 | WM 2015      | WM 2015          | WM 2015     | WM 2015 |
| Nr.                      | Spieler          | Geburtsdatum | Verein                             | Einsätze | Tore | WM-Spiele                         | Sp.     | Tore    | Gelbe Karten | Gelb-Rote Karten | Rote Karten |         |
| Tor                      | Tor              | Tor          | Tor                                | Tor      | Tor  | Tor                               | Tor     | Tor     | Tor          | Tor              | Tor         |         |
| ------------------------ | ---------------- | ------------ | ---------------------------------- | -------- | ---- | --------------------------------- | ------- | ------- | ------------ | ---------------- | ----------- | ------- |
| 1                        | Luciana          | 24.07.1987   | Ferroviária                        | 037      | 0    |                                   | 4       | 0       | 0            | 0                | 0           |         |
| 12                       | Bárbara          | 04.07.1988   | AE Kindermann                      | 025      | 0    | 0 (2011)                          | 0       | 0       | 0            | 0                | 0           |         |
| 23                       | Leticia          | 13.08.1994   | São José EC                        | 000      | 0    |                                   | 0       | 0       | 0            | 0                | 0           |         |
| Abwehr                   |                  |              |                                    |          |      |                                   |         |         |              |                  |             |         |
| 2                        | Fabiana          | 04.08.1989   | AD Centro Olímpico                 | 059      | 06   | 4 (2011)                          | 3       | 0       | 1            | 0                | 0           |         |
| 3                        | Mônica           | 21.04.1987   | Ferroviária                        | 025      | 0    |                                   | 4       | 0       | 0            | 0                | 0           |         |
| 6                        | Tamires          | 10.10.1987   | AD Centro Olímpico                 | 035      | 03   |                                   | 4       | 0       | 0            | 0                | 0           |         |
| 13                       | Poliana          | 06.02.1991   | São José EC                        | 034      | 02   |                                   | 2       | 0       | 0            | 0                | 0           |         |
| 14                       | Géssica          | 19.03.1991   | Ferroviária                        | 002      | 0    |                                   | 2       | 0       | 0            | 0                | 0           |         |
| 15                       | Tayla            | 09.05.1992   | Ferroviária                        | 031      | 01   |                                   | 0       | 0       | 0            | 0                | 0           |         |
| 16                       | Rafaelle         | 18.06.1991   | São Francisco EC                   | 008      | 0    |                                   | 4       | 0       | 0            | 0                | 0           |         |
| Mittelfeld               |                  |              |                                    |          |      |                                   |         |         |              |                  |             |         |
| 5                        | Andressa         | 01.05.1995   | AE Kindermann                      | 021      | 07   |                                   | 4       | 0       | 0            | 0                | 0           |         |
| 7                        | Beatriz          | 17.12.1993   | Hyundai Steel Red Angels           | 018      | 01   | 1 (2011)                          | 2       | 0       | 0            | 0                | 0           |         |
| 8                        | Thaisa           | 17.12.1988   | Ferroviária                        | 029      | 02   |                                   | 3       | 0       | 0            | 0                | 0           |         |
| 9                        | Andressa Alves   | 10.11.1992   | São José EC                        | 039      | 10   |                                   | 3       | 1       | 0            | 0                | 0           |         |
| 10                       | Marta            | 19.02.1986   | FC Rosengård                       | 095      | 92   | 14 (2003, 2007, 2011)             | 3       | 1       | 1            | 0                | 0           |         |
| 17                       | Rosana           | 07.07.1982   | São José EC                        | 112      | 21   | 12 (2003, 2007, 2011)             | 1       | 0       | 0            | 0                | 0           |         |
| 18                       | Raquel Fernandes | 21.03.1991   | Ferroviária                        | 022      | 04   |                                   | 4       | 1       | 1            | 0                | 0           |         |
| 19                       | Maurine          | 14.01.1986   | Ferroviária                        | 057      | 07   | 4 (2011)                          | 1       | 0       | 0            | 0                | 0           |         |
| 20                       | Formiga          | 03.03.1978   | São José EC                        | 138      | 20   | 21 (1995, 1999, 2003, 2007, 2011) | 3       | 1       | 0            | 0                | 0           |         |
| 21                       | Gabi Zanotti     | 28.02.1985   | AD Centro Olímpico                 | 021      | 02   |                                   | 1       | 0       | 0            | 0                | 0           |         |
| 22                       | Darlene          | 11.01.1990   | AD Centro Olímpico                 | 033      | 04   |                                   | 2       | 0       | 0            | 0                | 0           |         |
| Angriff                  |                  |              |                                    |          |      |                                   |         |         |              |                  |             |         |
| 4                        | Rafinha          | 18.08.1988   | Boston Breakers                    | 002      | 0    |                                   | 2       | 0       | 0            | 0                | 0           |         |
| 11                       | Cristiane        | 15.05.1985   | AD Centro Olímpico                 | 109      | 75   | 14 (2003, 2007, 2011)             | 3       | 0       | 0            | 0                | 0           |         |
| Trainerstab              |                  |              |                                    |          |      |                                   |         |         |              |                  |             |         |
| Head Coach               | Vadão            | 21.08.1956   | Confederação Brasileira de Futebol |          |      |                                   | 4       |         | 0            | 0                | 0           |         |
| Anmerkungen: 1. 2. 3. 4. |                  |              |                                    |          |      |                                   |         |         |              |                  |             |         |

#### Einsätze
Drei der gemeldeten Spielerinnen hatten vor dem Turnier noch kein Länderspiel bestritten. Zwei davon (Géssica und Rafinha) kamen in Kanada zu ihrem ersten Einsatz. Bis auf Tayla kamen alle Feldspielerinnen zum Einsatz. Torhüterin Luciana spielte als einzige Spielerin alle vier Spiele durch. Die längste Einsatzzeit aller Feldspielerinnen hatte Tamires, die lediglich im Achtelfinalspiel gegen Australien sieben Minuten vor Schluss ausgewechselt wurde.

## Spiele bei der Weltmeisterschaft
Bei der Auslosung der Gruppen war Brasilien gesetzt und wurde als Gruppenkopf der Gruppe E bestimmt.
Zugelost wurden Südkorea sowie die beiden WM-Neulinge Spanien und Costa Rica. Gegen Südkorea gab es zuvor drei Spiele, von denen zwei gewonnen wurden und eins verloren. Gegen Costa Rica gab es zuvor zwei Spiele, die beide gewonnen wurden. Gegen Spanien wurde zuvor noch nicht gespielt.
Im ersten Spiel gegen couragierte Südkoreanerinnen brachte Formiga, die durch diesen Einsatz als zweite Spielerin nach der Japanerin Homare Sawa bei der sechsten WM-Endrunde zum Einsatz kam, die Südamerinkanerinnen durch eine Einzelaktion in Führung. In der zweiten Halbzeit konnte Marta durch einen Foulelfmeter ihr 15. WM-Tor erzielen und ist seitdem alleinige WM-Rekordtorschützin. Auch ihr erstes WM-Tor hatte Marta 2003 durch einen Elfmeter gegen Südkorea erzielt. Obwohl die Asiatinnen dann auf den Anschlusstreffer drängten, verteidigte Brasilien das 2:0 bis zum Ende. Im zweiten Gruppenspiel gegen Spanien gewannen sie dann mit 1:0. Damit stand Brasilien bereits nach zwei Spielen auch aufgrund der Ergebnisse der anderen Gruppengegner als Gruppensieger fest. Im letzten Spiel gegen Costa Rica schonte Trainer Vadão dann seine besten Spielerinnen, u. a. Marta, Cristiane und Formiga. Dennoch waren die Brasilianerinnen die dominierende Mannschaft, konnten aber zunächst ihre Torchancen nicht nutzen. Erst in der 83. Minute gelang der zuvor nur zu Kurzeinsätzen gekommenen Raquel Fernandes der Siegtreffer. Damit wurde Brasilien neben Titelverteidiger Japan als einzige Mannschaft mit drei Siegen und als alleinige Mannschaft ohne Gegentor Gruppensieger. Costa Rica schied dagegen als schlechtester Gruppendritter aus.
Brasilien traf im Achtelfinale am 21. Juni 2015 auf Australien, den Gruppenzweiten aus Gruppe D. Brasilien verlor trotz spielerischer Überlegenheit 0:1 und schied damit aus dem Turnier aus.

### Gruppenspiele
| Pl. | Land       | Sp. | S | U | N | Tore    | Diff. | Punkte |
| --- | ---------- | --- | - | - | - | ------- | ----- | ------ |
| 1.  | Brasilien  | 3   | 3 | 0 | 0 | 004:000 | +4    | 09     |
| 2.  | Südkorea   | 3   | 1 | 1 | 1 | 004:500 | −1    | 04     |
| 3.  | Costa Rica | 3   | 0 | 2 | 1 | 003:400 | −1    | 02     |
| 4.  | Spanien    | 3   | 0 | 1 | 2 | 002:400 | −2    | 01     |

| Di., 9. Juni 2015, in Montreal  |   |           |           |
| Brasilien                       | – | Südkorea  | 2:0 (1:0) |
| Sa., 13. Juni 2015, in Montreal |   |           |           |
| Brasilien                       | – | Spanien   | 1:0 (1:0) |
| Mi., 17. Juni 2015, in Moncton  |   |           |           |
| Costa Rica                      | – | Brasilien | 0:1 (0:0) |

### K.-o.-Runde
| So., 21. Juni 2015, in Moncton |   |            |           |
| Brasilien                      | – | Australien | 0:1 (0:0) |